# Henri Lutteroth
Henri Lutteroth, auch Henry Lutteroth, eigentlich Ascan Theodor Heinrich Lutteroth (* 29. Januar 1802 in Leipzig; † 11. Februar 1889 in Paris) war ein deutsch-französischer evangelischer Publizist.

## Leben
Heinrich Lutteroth entstammte der wohlhabenden Mühlhausener Tuchhändler-Familie Lutteroth. Er war der älteste Sohn des Bankiers Christian Wilhelm Lutteroth (* 28. Oktober 1772 in Mühlhausen; † 14. April 1849 in Paris) und seiner Frau Johanna Catharina (Jeanne), geb. Manskopf (* 5. November 1780 in Frankfurt/Main; † 24. März 1866 in Paris). Der Hamburger Kaufmann, Bankier und Senator Ascan Wilhelm Lutteroth war ein Cousin seines Vaters.
Nachdem die Familie nach Paris gezogen war, widmete sich Henri der Schriftstellerei im Dienste der protestantischen Evangelisierung. Er gehörte zu den Mitbegründern einer Reihe erwecklicher Gesellschaften, darunter die Société évangélique de France, die Traktatgesellschaft Société des traités religieux sowie die Société de l'histoire du protestantisme français.
Er gab verschiedene Zeitschriften heraus, darunter 1826 Almanach des bons conseils und 1833 die Wochenschrift Le Semeur, journal hebdomadaire de politique, de philosophie et de littérature, in der er u. a. der Société française pour l'abolition de l'esclavage eine publizistische Plattform bot.
1834 gab er zusammen mit seiner Frau Henriette, geb. Cleman († 1880) eine Sammlung evangelischer Kirchengesänge zusammen mit eigenen Übersetzungen und Dichtungen unter dem Titel Chants chrétiens heraus, die bis 1872 zehn Auflagen erlebte und großen Einfluss auf die Entwicklung des protestantischen Kirchengesangs in Frankreich hatte.
Seit den 1850er Jahren beschäftigte er sich vornehmlich mit exegetischen und historischen Arbeiten.
Er war Schwiegervater von William Henry Waddington und lebte längere Zeit auf dessen Château de Bourneville bei La Ferté-Milon. Wie dieser wurde er im Lutterothschen Familiengrab auf dem Cimetière du Père-Lachaise beigesetzt.

## Schriften
- Notice sur Jean-Frédéric Oberlin, mort le 1er juin 1826. 1826

deutsch: Aus Oberlin's Leben. Übersetzt von C. W. Krafft, Treuttel und Würtz, 1826
- Chants chrétiens. 1834

Digitalisat
- Lettre d'un laïque à un pasteur sur le projet d'ordonnance portant règlement d'administration pour les églises réformées, 1840
- O-Taïti, histoire et enquête, 1843

deutsch: Geschichte der Insel Tahiti und ihrer Besitznahme durch die Franzosen. Frei aus dem Französischen mit Anmerkungen und Zusätzen von T. Bruns. 1843
- La Russie et les jésuites, de 1772 à 1820, 1845

deutsch: Rußland und die Jesuiten von 1772–1820. Übersetzung von Birch, Stuttgart 1846
- Le Jour de la préparation, lettre sur la chronologie pascale, 1855
- De la Réformation en France, pendant sa première période, 1859
- Essai d'interprétation de quelques parties de l'Évangile selon saint Mathieu, 4 vol., 1865–1876
- Le Recensement de Quirinius en Judée, 1865